# Zakia Mrisho Mohamed
Zakia Mrisho Mohamed, född den 19 februari 1984, är en tanzanisk friidrottare som tävlar i medel- och långdistanslöpning.
Mohamed deltog vid VM 2005 där hon slutade sexa på 5 000 meter. Hon avslutade året med att bli trea på 3 000 meter vid IAAF World Athletics Final i Monaco.
Under 2006 var hon i final på 5 000 meter vid Samväldesspelen i Melbourne. Hon deltog vid både VM 2007 och vid Olympiska sommarspelen 2008 på 5 000 meter utan att ta sig till finalen.

## Personliga rekord
- 3 000 meter - 8.39,91
- 5 000 meter - 14.43,87